# MDEA
No confundir esta sustancia con la MDMA (3,4-metilendioximetanfetamina).
No confundir esta sustancia con la MDA (Tenamfetamina).
La 3,4-metilendioxietilamfetamina (MDEA) es una sustancia que se relaciona con la MDA, MDMA, la anfetamina y la metanfetamina. Las leyes sobre drogas consideran a la metilendioxietilamfetamina como un alucinógeno, pero tiene efectos estimulantes también. Esas propiedades duales la colocan en el grupo farmacológico de los entactógenos, un tipo de fármaco con cualidades estimulantes y alucinógenas. Los efectos son similares a los de la MDA y MDMA. En la calle se le conoce como Eve e Intellect (Eva e Intelecto).

## Farmacología
Al igual que otros análogos metilendioxi de la anfetamina y la metanfetamina, como la 3,4-metilendioxianfetamina (MDA) y la 3,4-metilendioximetanfetamina (MDMA), la 3,4-metilendioxietilamfetamina es una droga que hace que el usuario pueda experimentar euforia, sociabilidad, y una sensación de bienestar general.
La MDEA es un compuesto quiral que se metaboliza principalmente por N-desetilación y desmetilenación durante la fase I del metabolismo. La participación de varias isoenzimas del citocromo P450 en estas etapas metabólicas se ha demostrado mediante ensayos de inhibición utilizando microsomas hepáticos humanos. Sin embargo, un amplio estudio sobre la participación de todos los P450s humanos pertinentes no se ha publicado todavía.
Aunque la MDEA está química y farmacológicamente relacionada con la MDMA, los enantiómeros de la MDEA poseen diferentes propiedades farmacocinéticas:
- S-MDEA, que produce humor elevado y menoscabo en la cognición conceptualmente impulsada, y
- R-MDEA, que produce aumento de la depresión y un procesamiento mejorado de la característica visual.

## Efectos
La MDEA puede crear satisfacción y sentimientos de intimidad con otras personas. Puede promover la autopercepción, gesticulaciones, hablar de manera articulada. Las alucinaciones que pueden ocurrir son descritas como menos intensas que los provocados por la psilocibina. Los voluntarios tuvieron resultados normales en las pruebas de habilidad numérica durante el uso de MDEA, lo que indica que la gente puede forzarse para superar al menos algunos de los efectos del fármaco si fuera necesario. A pesar de que los usuarios se sienten más relajados después de tomar la sustancia, tiene efectos estimulante general-elevando la temperatura corporal, la frecuencia del pulso, la presión sanguínea. También eleva el nivel de cortisol, una hormona que aumenta la glucemia.

## Toxicidad
En cuanto a la toxicidad crónica, los datos de los experimentos en animales sugieren firmemente que tanto la MDMA y la MDEA pueden causar daños irreversibles a las terminales nerviosas serotoninérgicas en el sistema nervioso central. Sin embargo, la mayoría de los estudios in vitro y en animales indican que, en comparación con la MDMA, el potencial neurotóxico de MDEA es menor.
El daño es aún posible a los riñones, el hígado, el cerebro y el corazón. Las personas con enfermedades del corazón puede estar en peligro concreto por uso de la MDEA. Los síntomas de sobredosis incluyen alucinaciones, la temperatura corporal excesiva, sudor masivo, conducta violenta, espasmos musculares, dificultad para mover los brazos y las piernas, convulsiones, dificultad para respirar y pérdida del conocimiento. Los casos fatales han mostrado coágulos de sangre en todo el cuerpo y daño al músculo esquelético. Aunque las muertes por " dosis "normales son poco probables entre los usuarios sanos, la misma dosis puede tener efectos más fuertes en algunos usuarios que en otros.

## Inconvenientes
Aparentemente la MDEA inhibe la secreción de la hormona del crecimiento humano. La droga altera el sueño y las imágenes oníricas. Puede presentarse posible psicosis. En experimentos con voluntarios normales una minoría tuvo secuelas mentales, incluyendo nerviosismo y descontento.
En experimentos con ratas que comparan la fuerza de la MDMA con la MDEA, casi el doble de MDEA se necesita para inducir una temperatura corporal excesiva y cerca de cuatro veces más para producir un tipo de daño cerebral orgánico. Los experimentadores notaron, sin embargo, que estos resultados no pueden ser extrapolados bien a los seres humanos porque las personas podrían tomar mayores dosis de MDEA que de MDMA con objeto de conseguir los efectos psicológicos deseados, por lo que cualquier diferencia neta en el daño a los que abusan de la sustancia puede ser nula a pesar de la diferencia en la potencia del fármaco.